# Julia Riedel
Julia Riedel (* 20. Januar 1989 in Dresden) ist eine deutsche Shorttrackerin. Sie startet für den Verein EV Dresden.
Ihr Weltcupdebüt erlebte Riedel in der Weltcup-Saison 2006/07 in Saguenay. Gleich in ihrer ersten Saison gewann sie bei der Europameisterschaft in Sheffield ihren ersten internationalen Titel, sie siegte mit der Staffel. Sie reiste als Ersatzfrau mit zur Weltmeisterschaft in Mailand, kam dort dann aber für die angeschlagene Susanne Rudolph über zwei Einzelstrecken zum Einsatz. Über 1000 m und 1500 m schied sie nach den Vorkämpfen aus, mit der Staffel belegte sie Rang sechs. In der folgenden Saison 2007/08 erreichte sie erstmals ein Halbfinale in einem Weltcuprennen. Sie nahm an der Junioren-Weltmeisterschaft teil und erreichte als bestes Ergebnis über 500 m und 1500 m jeweils das Viertelfinale. Weitere gute Ergebnisse blieben in der Folgezeit zunächst aus. Sie gehörte bei der Teamweltmeisterschaft 2009 und 2010 zum deutschen Team, das jeweils Rang sieben belegte. Bei der Europameisterschaft 2010 in ihrer Heimatstadt Dresden gewann sie mit der Staffel nach dem Titel 2007 erneut die Goldmedaille. In Einzelrennen kam Riedel erst bei der Weltmeisterschaft 2010 in Sofia wieder zum Einsatz, sie schied jedoch jeweils im Vorlauf aus. In der Saison 2010/11 konnte sie mit zwei Halbfinalteilnahmen in Weltcuprennen wieder Achtungserfolge landen. Bei der Europameisterschaft 2012 in Mladá Boleslav wurde Riedel mit der deutschen Staffel wie im Vorjahr Vierte. Bei der Europameisterschaft 2013 in Malmö gewann sie mit der deutschen Staffel die Silbermedaille.
Riedel ist seit 2009 Mitglied der Sportfördergruppe der Bundeswehr.